# Eparchie doněcká
Eparchie Doněck je eparchie ukrajinské pravoslavné církve Moskevského patriarchátu.

## Území a titul biskupa
Zahrnuje správní hranice jižních rajónů Doněcké oblasti.
Eparchiálnímu biskupovi náleží titul biskup doněcký a mariupolský.

## Historie
V letech 1779–1780 se z Krymu do oblasti dnešního Mariupolu přestěhovala převážně řecká pravoslavná komunita vedená metropolitou Ignatiem (Kozadinem), který byl nezávislým biskupem osadníků. Po jeho smrti roku 1786 byly farnosti převedeny pod jurisdikci jekatěrinoslavské eparchie. V 19. století pokračovalo přesídlování pravoslavných Řeků a Bulharů do této oblasti.
Poprvé byla doněcká eparchie zřízena během německé okupace v lednu 1943. Eparchie byla součástí Ukrajinské autonomní pravoslavné církve.
Roku 1990 byla zřízena samostatná eparchie doněcká se sídlem v Luhansku.
Dne 6. září 1991 byla z části území eparchie zřízena eparchie luhanská a 29. července 1994 eparchie horlivská.

## Seznam biskupů
- 1943–1943 Dymytrij (Mahan)
- 1944–1956 Nikon (Petin)
- 1990–1991 Ioannikij (Kobzev)
- 1991–1992 Alipij (Pohrebnjak)
- 1992–1992 Leontij (Hudymov)
  - 1992–1992 Ioannikij (Kobzev) dočasný správce
- 1992–1992 Alipij (Pohrebnjak)
  - 1992–1992 Ioannikij (Kobzev) dočasný správce
- 1992–1996 Ipolyt (Chylko)
  - 1996–1996 Alipij (Pohrebnjak) dočasný správce
- 1996–2024 Ilarion (Šukalo)
- od 2024 Vladimir (Samochin)